# Promenadestraße 17 (Bad Kissingen)

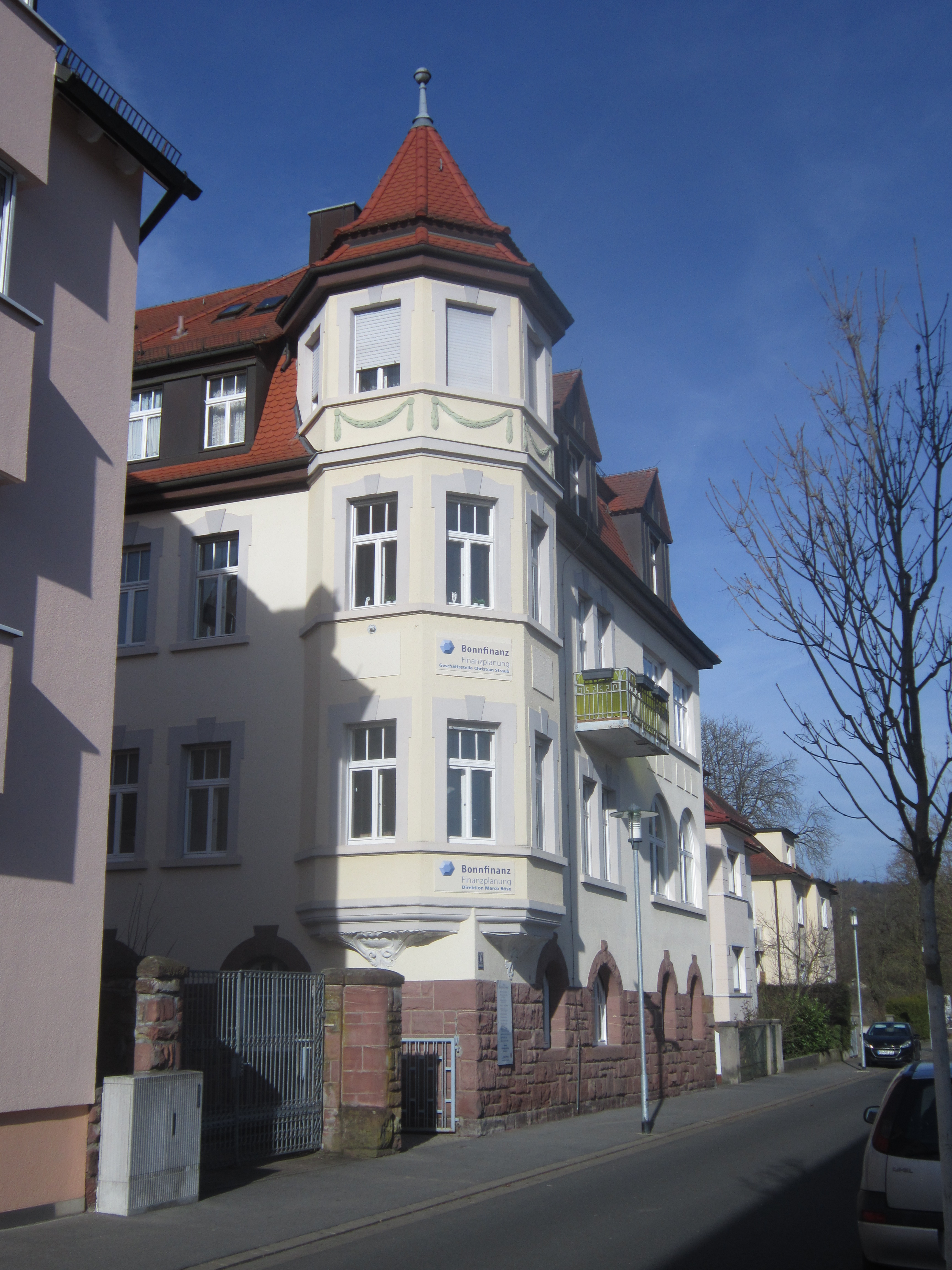
Promenadestraße 17 in Bad Kissingen

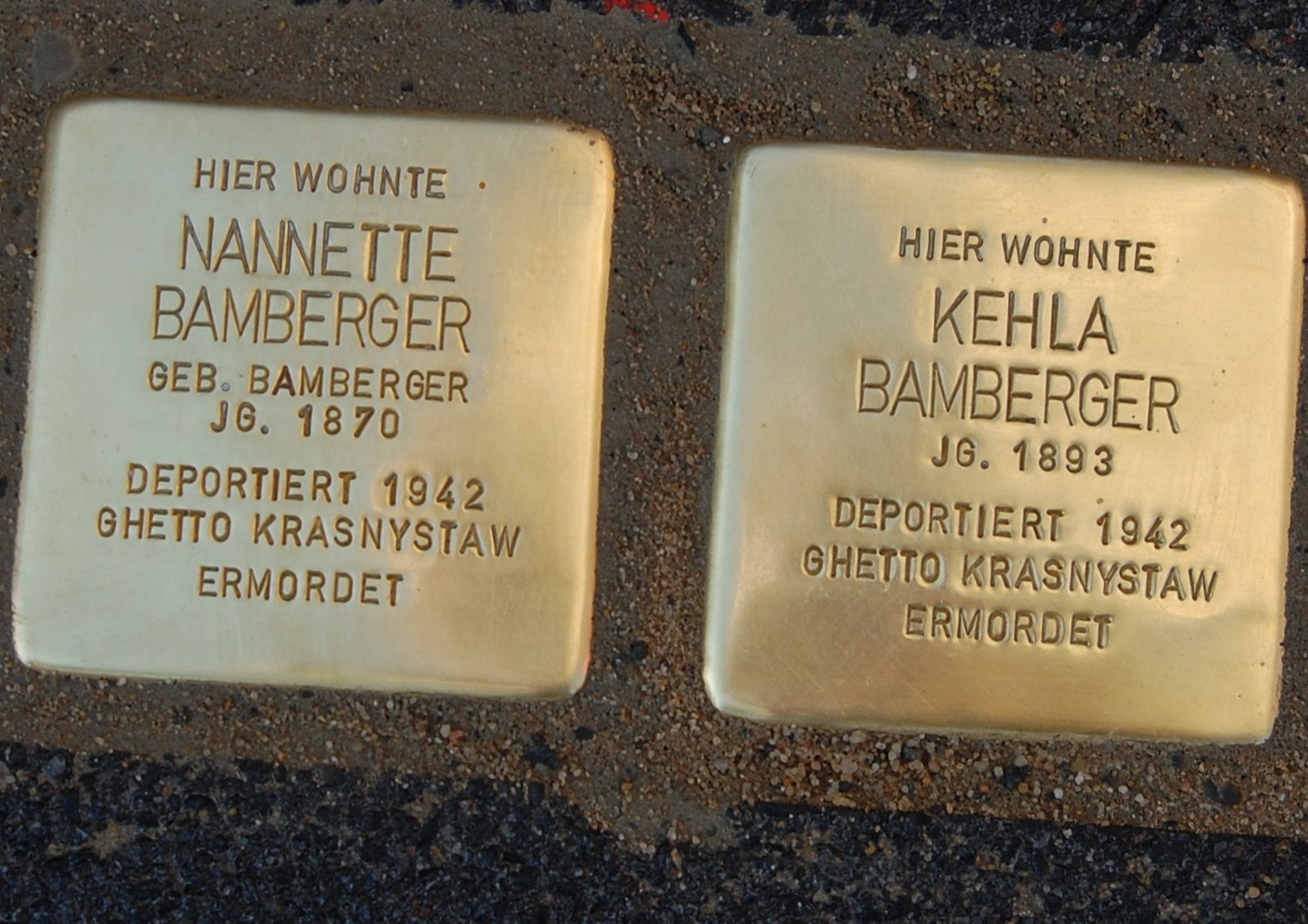
Stolpersteine für Kehla und Nanette Bamberger

Das Gebäude Promenadestraße 17 in Bad Kissingen, der Großen Kreisstadt des unterfränkischen Landkreises Bad Kissingen, gehört zu den Bad Kissinger Baudenkmälern und ist unter der Nummer D-6-72-114-331 in der Bayerischen Denkmalliste registriert.

## Geschichte
Das dreigeschossige Wohnhaus mit Mansarddach wurde im Jahr 1911 vom Bad Kissinger Architekten Franz Krampf im barockisierenden Jugendstil errichtet.
In der Zeit des Nationalsozialismus wurden zwei Bewohnerinnen des Anwesens, Nannette Bamberger und ihre Tochter Kehla Bamberger, verfolgt. Sie wurden im Jahr 1942 in das Ghetto Krasnystaw deportiert, wo sie starben. An sie erinnern zwei Stolpersteine vor dem Anwesen.